# Camponotus kutteri
Camponotus kutteri é uma espécie de inseto do gênero Camponotus, pertencente à família Formicidae.